# Eudonia chalara
Eudonia chalara là một loài bướm đêm trong họ Crambidae.